# Федієнко Олександр Павлович
Олександр Павлович Федієнко (нар. 20 квітня 1972, Київ) — український експерт з кібербезпеки, підприємець, громадський діяч і політик. Автор наукових публікацій з питань кібербезпеки, автор двох книг. Народний депутат України 9-го скликання — голова підкомітету з питань безпеки у кіберпросторі, урядового зв'язку, криптографічного захисту інформації Комітету Верховної Ради України з питань національної безпеки, оборони та розвідки.

## Життєпис
Освіта:
В 1998 р. закінчив радіотехнічний факультет Київського політехнічного інституту за спеціальністю «Конструювання і технологія радіоелектронних засобів», у 2005 р. отримав кваліфікацію «Організація комплексної безпеки об'єктів інформаційної діяльності» в Національному авіаційному університеті України, у 2021 р. отримав диплом магістра в Київському національному університеті імені Тараса Шевченка за спеціальністю «Публічне управління та адміністрування», у 2022 р. отримав дипломи магістра в Міжнародній Академії управління персоналом за спеціальністю «Право» та Міжнародному науково-технічному університеті імені академіка Юрія Бугая за спеціальністю «Міжнародні економічні відносини».
У 2024 році виконав вимоги Програми стратегічного лідерства в секторі безпеки та оборони України в Національному університеті «Києво-Могилянська академія» та закінчив навчання в Національній академії Державної прикордонної служби України, отримав первинне офіцерське звання молодший лейтенант запасу.
2025 — отримав від ДержНДІ технологій кібербезпеки сертифікат Аудитора систем менеджменту інформаційної безпеки (трудові функції А, Б, Г, Є, Ж)
Кар'єра:
Працював електромеханіком та інженером, обіймав керівні посади у різних компаніях.
Обраний народним депутатом України від партії «Слуга народу» на парламентських виборах 2019 року, № 92 у списку. На час виборів: директор ТОВ «ІМК», безпартійний. Проживає в Києві.
Заступник голови Комітету Верховної Ради України з питань цифрової трансформації, голова підкомітету цифрової та смарт-інфраструктури, електронних комунікацій, кібербезпеки та кіберзахисту (З 29 серпня 2019), голова підкомітету з питань безпеки у кіберпросторі, урядового зв'язку, криптографічного захисту інформації Комітету Верховної Ради України з питань національної безпеки, оборони та розвідки (з 23 серпня 2023 року).

## Громадська діяльність
У 2015—2019 очолював Інтернет асоціацію України.

## Законотворчість
Олександр Федієнко є одним із найактивніших українських парламентарів у сфері цифровізації, телекомунікацій, кібербезпеки та захисту критичної інфраструктури. Його законотворча діяльність охоплює як розробку базових законів, що формують цифрове середовище країни, так і ухвалення норм, спрямованих на посилення безпеки держави під час воєнного стану. Ця його робота спрямована на посилення цифрової безпеки держави, розвиток сучасної телекомунікаційної інфраструктури, інтеграцію українського законодавства в європейський правовий простір та створення ефективних інструментів для захисту країни в умовах воєнних і кіберзагроз.
Серед ключових досягнень — підготовка та ухвалення законів про хмарні послуги, електронні комунікації та розвиток телекомунікаційних мереж, які гармонізують українське законодавство з європейськими стандартами та створюють умови для швидкого розгортання сучасної інфраструктури зв'язку. Значну увагу Федієнко приділив питанням критичної інфраструктури: від визначення її правового статусу й механізмів захисту — до врегулювання спорів щодо об'єктів, які перебувають у державній власності.
Важливим напрямом роботи стало вдосконалення військового обліку та захисту державних інформаційних ресурсів. За його участі ухвалено закони про створення Єдиного державного реєстру військовослужбовців, уточнення порядку набуття статусу ветерана, а також про кіберзахист державних ресурсів та об'єктів критичної інформаційної інфраструктури.
Станом на серпень 2025 на розгляді парламенту перебуває низка законопроєктів Федієнка, які передбачають імплементацію європейських директив у сфері стійкості критично важливих об'єктів, створення Кіберсил Збройних Сил України, врегулювання використання електромагнітного простору, запобігання недобросовісному перехресному субсидуванню в електронних комунікаціях, заборону ворожих програмних продуктів та засобів інформатизації та залучення приватного сектору до кіберзахисту.

## Літературна творчість
Є авторм книг:
- «Мій бізнес — мої правила» (2023, Київ)[24]
- «Нардеп. Правда та міфи про життя народного депутата України» (2025, Київ)[25]

## Критика
Співавтор скандального законопроєкту №7351 який надавав право самостійно убивати військовослужбовців командуванням ЗСУ за невиконання наказів без будь-яких доведених обставин, таким чином, оцінений у ЗМІ як спроба відновити смертну кару в Україні.
Авторами закону також виступили депутати «Слуги народу» Безугла М.В., Мазурашу Г.Г.. За інформацією видання «Лівий Берег», (повна картка законопроєкту стала недоступна після відкликання, а авторський колектив "змінився" 24 травня без пояснення причин) співініціаторами виступили інші представники партії Слуги народу — Аліксійчук О. В., Бакумов О.С., Гривко С.Д., Третьякова Г.М., Войцехівський В.О.. Законопроєктом пропонувалось прибрати рядок «не призводячи до смерті військовослужбовця» зі ст. 22 «Статут внутрішньої служби Збройних Сил України». Законопроєкт пройшов профільну раду, зазнав значної критики у соцмережах та ЗМІ та був без пояснень відкликаний, згодом, 24 травня, без пояснень причин, у законопроєкту змінився авторський колектив, а партія відмовилась коментувати законопроєкт.
22 Липня 2025 року проголосував за проєкт закону 12414, що обмежує Національне антикорупційне бюро України та Спеціалізовану антикорупційну прокуратуру. Закон викликав хвилю антикорупційних протестів.

## Відзнаки
- Подяка Голови Служби безпеки України[3],
- Подяка Головного управління розвідки Міністерства оборони України[3],
- Відзнака за волонтерську діяльність «За безкорисне служіння Батьківщині»[3].

## Наукові статті
1. Федієнко О.П. Загрозливі тенденції використання державою-агресором шкідливого програмного забезпечення в умовах правового режиму воєнного стану. Інформація і право. 2023. №3 (46). С. 142 – 153.
2. Федієнко О.П. Сучасні тенденції нормативного забезпечення інституційного формування кібервійськ (кіберсил): досвід деяких країн НАТО. Інформація і право. 2024. №1 (48). С. 150 – 161.
3. Федієнко О.П. Європейський досвід законодавчого забезпечення посилення кіберстійкості. Інформація і право. 2024. №2 (49). С. 178 – 189.
4. Федієнко О.П. Міжнародні стандарти оцінки кіберстійкості. Інформація і право. 2024. №3 (50). С. 124 – 135.
5. Федієнко О.П. Кібервійська КНДР: оцінка вразливостей та екзистенційна загроза для України // Науковий вісник Міжнародного гуманітарного університету. Сер.: Юриспруденція.. — 2024. — № 71. — С. 119-125. — ISSN 2307-1745. — DOI:10.32782/2307-1745.2024.71.23.